# یان توماس-مور
یان توماس-مور (انگلیسی: Ian Thomas-Moore؛ زادهٔ ۲۶ اوت ۱۹۷۶) بازیکن فوتبال اهل بریتانیا است.
از باشگاه‌هایی که در آن بازی کرده است می‌توان به باشگاه فوتبال هارتل پول یونایتد، باشگاه فوتبال ترانمره راورز، باشگاه فوتبال روترهام یونایتد، باشگاه فوتبال استوک‌پورت کانتی، باشگاه فوتبال برنلی، باشگاه فوتبال برادفورد سیتی، باشگاه فوتبال ناتینگهام فارست، باشگاه فوتبال لیدز یونایتد، و باشگاه فوتبال وستهام یونایتد اشاره کرد.
وی همچنین در تیم‌های ملی فوتبال زیر ۱۸ سال انگلستان و زیر ۲۱ سال انگلستان بازی کرده است.